# Mindoronäshornsfågel
Mindoronäshornsfågel (Penelopides mindorensis) är en starkt utrotningshotad fågel i familjen näshornsfåglar som förekommer i Filippinerna.

## Utseende och läten
Mindoronäshornsfågeln är en liten (45 cm), skogslevande medlem av familjen. Hanen är gräddvit på huvud, hals och undersida. Den är svart på örontäckare, strupe och ovansidan, den senare med grönaktig glans. Stjärten är rödbrun längst in med yttersta tredjedelen svart. Näbben är mörkgrå, den låga kasken likaså men med ljusare spets. I ansiktet syns bar grå hud kring ögat och en grå strupsäck. Honan liknar hanen men har blå bar hud i ansiktet och mindre kask. Lätet är ett svagt trumpetande "tar-ic-tic", ibland enstaka toner och tillfälligt i längre serier.

## Utbredning och systematik
Fågeln förekommer enbart på Mindoro i centrala Filippinerna. Den behandlas som monotypisk, det vill säga att den inte delas in i några underarter.

## Status
Mindoronäshornsfågeln har ett mycket litet bestånd uppskattat till endast 1200 vuxna individer. Den minskar också kraftigt i antal till följd av skogsavverkningar och jakt. Fågeln är därför upptagen på internationella naturvårdsunionen IUCN:s röda lista över hotade arter, kategoriserad som starkt hotad (EN).